# (752) Sulamitis
(752) Sulamitis – planetoida z pasa głównego asteroid okrążająca Słońce w ciągu 3 lat i 316 dni w średniej odległości 2,46 au. Została odkryta 30 kwietnia 1913 roku w Obserwatorium Simejiz na górze Koszka na Półwyspie Krymskim przez Grigorija Nieujmina i M. Bielawskiego. Nazwa pochodzi od Sulamitki, nieznanej z imienia biblijnej postaci, bohaterki Pieśni nad pieśniami. Przed nadaniem nazwy planetoida nosiła oznaczenie tymczasowe (752) 1913 RL.